# ویدئوی همه‌بین

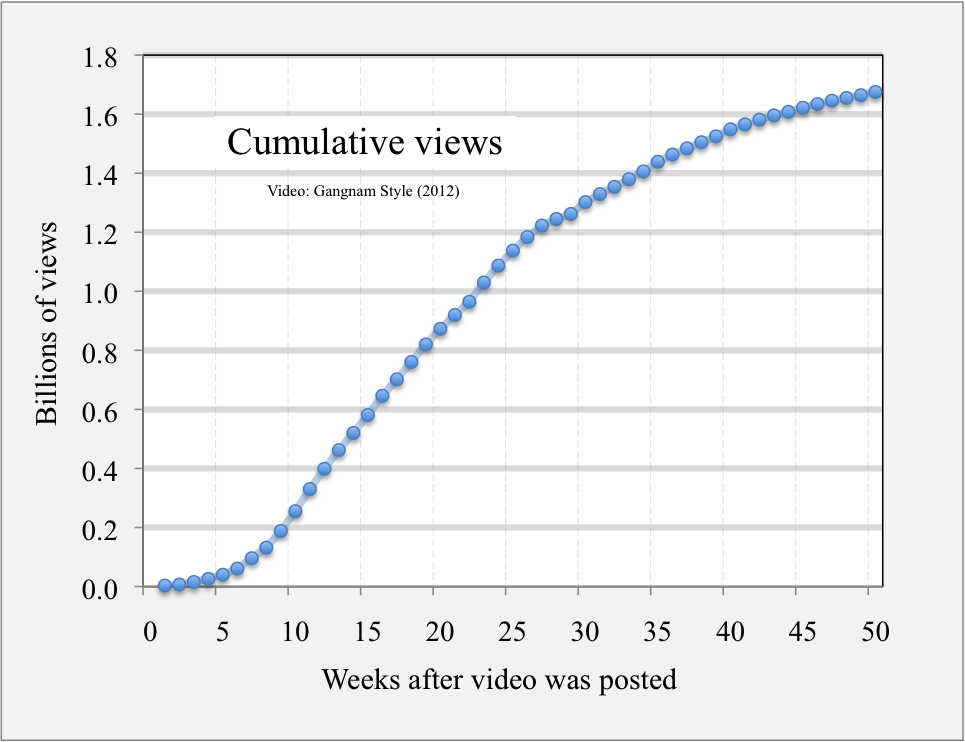
بازدیدهای ویدیویی انباشتی، که منجر به سرعت رشد پایین‌تر و نسبتاً پایدار و طولانی مدت تا پایان سال اول می‌شود.

ویدئوی همه‌بین (به انگلیسی: Viral video) ویدئویی است که از طریق یک فرایند ویروسی به اشتراک گذاری اینترنت، معمولاً از طریق وبگاه‌های اشتراک گذاری ویدیویی مانند یوتوب و همچنین رسانه‌های اجتماعی و رایانامه محبوب و فراگیر می‌شود.